# 426
El 426 (CDXXVI) fou un any comú començat en divendres del calendari julià.

## Esdeveniments
- Els vàndals, encapçalats per Gunderic, saquegen les Illes Balears en el seu avanç cap al sud d'Hispània.[1]